# Miamimyia lopesi
Miamimyia lopesi är en tvåvingeart som beskrevs av Guimaraes 1982. Miamimyia lopesi ingår i släktet Miamimyia och familjen parasitflugor. Inga underarter finns listade i Catalogue of Life.